# Álvaro Ferrer Vecilla
Álvaro Ferrer Vecilla (* 17. März 1982 in Granollers) ist ein spanischer Politiker (Partido Socialista Obrero Español (PSOE) und Partit dels Socialistes de Catalunya (PSC), zuvor parteilos) und ehemaliger Handballspieler, der auf der Position Rückraum eingesetzt wurde.

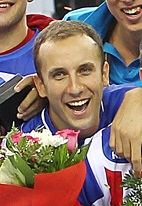
Álvaro Ferrer Vecilla 2012

## Vereinskarriere
Er stand bis 2011 bei BM Granollers unter Vertrag, mit dem er in der 2000/2001 in der Liga Asobal, Spaniens höchster Spielklasse, debütierte. Mit Granollers spielte er im EHF-Pokal (2004/05, 2007/08) und im Europapokal der Pokalsieger (2005/06, 2009/10). In der Saison 2011/2012 lief er für Ademar León auf, mit dem er an der EHF Champions League teilnahm. Zur Spielzeit 2012/2013 schloss er sich Atlético Madrid an, mit dem er 2013 den spanischen Pokal gewinnen konnte. Wegen der wirtschaftlich schwierigen Situation in Spanien hatte er bei den Vereinen aus Granollers und León teilweise auf Gehaltszahlungen verzichten müssen.
Im Sommer 2013 unterschrieb der Rückraumspieler einen Vertrag beim portugiesischen Meister FC Porto. Im Februar 2014 wechselte er zum deutschen Bundesligisten TSV Hannover-Burgdorf, den er nach der Saison 2013/2014 wieder verließ.
Nachdem Ferrer ab Dezember 2014 für den spanischen Zweitligisten BM La Roca de la Plata aufgelaufen war, wechselte er im Februar 2015 zum Erstligisten BM Aragón. Ab der Saison 2015/2016 lief Ferrer wieder für Fraikin BM Granollers auf. Nach der Saison 2018/2019 beendete er seine Karriere.
Ferrer bestritt insgesamt 423 Spiele in der Liga Asobal und erzielte darin 609 Tore.

## Auswahlmannschaften
Alvaro Ferrer stand im Aufgebot der spanischen Nationalmannschaften.
Von 1999 bis 2003 war er in 15 Partien der Jugendauswahl Spaniens eingesetzt und warf in diesen insgesamt 45 Tore.
Für die Juniorennationalmannschaft wurde er in den Jahren 2001 bis 2003 insgesamt 24 mal aufgeboten und warf 47 Tore. Mit dieser Auswahl gewann er bei der U-21-Weltmeisterschaft 2003 die Bronzemedaille für den 3. Platz.
Am 13. Juni 2003 bestritt er sein Debüt in der A-Auswahl. Bis 2009 lief er in neun Länderspielen auf und warf dabei 15 Tore. Für Spanien stand er auch noch im erweiterten Aufgebot zur Handball-Europameisterschaft 2010.

## Politik
Von 2015 bis 2019 war Ferrer als parteiloser Abgeordneter auf der Liste der Partit dels Socialistes de Catalunya (PSC) Stadtrat für Sport in Granollers. In der anschließenden Wahlperiode war er 2. stellvertretender Bürgermeister und Stadtrat für Zusammenarbeit und Menschenrechte, Sport und Kommunikation sowie Stadtförderung. Er war Kandidat der Partido Socialista Obrero Español (PSOE) bei den Wahlen 2019. Für die Kommunalwahlen 2023 kandidierte er als Mitglied der PSC.

## Privates
Er ist Vater von zwei Kindern.